# Adrien Rabiot
Adrien Rabiot (* 3. dubna 1995 Saint-Maurice) je francouzský profesionální fotbalista, který hraje na pozici středního záložníka za francouzský klub Olympique Marseille a za francouzský národní tým.

## Klubová kariéra
Většinu své kariéry strávil v Paris Saint-Germain, kde v roce 2012 debutoval v ligovém zápase proti Bordeaux (0:0), a získal s ním 15 trofejí včetně čtyř titulů v Ligue 1 a treble v sezóně 2015/16.

## Reprezentační kariéra
Rabiot odehrál 51 zápasů v mládežnických reprezentačních výběrech Francie a v seniorském týmu debutoval v roce 2016 v přátelském zápase proti Pobřeží slonoviny (0:0).

## Statistiky

### Klubové
K 12. březnu 2022
| Klub                | Sezóna  | Liga    | Liga   | Liga | Národní pohár | Národní pohár | Ligový pohár | Ligový pohár | Evropské poháry | Evropské poháry | Ostatní | Ostatní | Celkem | Celkem |
| Klub                | Sezóna  | Liga    | Zápasy | Góly | Zápasy        | Góly          | Zápasy       | Góly         | Zápasy          | Góly            | Zápasy  | Góly    | Zápasy | Góly   |
| ------------------- | ------- | ------- | ------ | ---- | ------------- | ------------- | ------------ | ------------ | --------------- | --------------- | ------- | ------- | ------ | ------ |
| Paris Saint-Germain | 2012/13 | Ligue 1 | 6      | 0    | 1             | 0             | 1            | 0            | 1               | 0               | —       | —       | 9      | 0      |
| Paris Saint-Germain | 2013/14 | Ligue 1 | 25     | 2    | 1             | 0             | 2            | 1            | 6               | 0               | 0       | 0       | 34     | 3      |
| Paris Saint-Germain | 2014/15 | Ligue 1 | 21     | 4    | 5             | 0             | 3            | 0            | 4               | 0               | 0       | 0       | 33     | 4      |
| Paris Saint-Germain | 2015/16 | Ligue 1 | 24     | 1    | 6             | 1             | 4            | 1            | 7               | 3               | 1       | 0       | 42     | 6      |
| Paris Saint-Germain | 2016/17 | Ligue 1 | 27     | 3    | 4             | 1             | 3            | 0            | 5               | 0               | 0       | 0       | 39     | 4      |
| Paris Saint-Germain | 2017/18 | Ligue 1 | 33     | 1    | 5             | 1             | 3            | 1            | 8               | 1               | 1       | 1       | 50     | 5      |
| Paris Saint-Germain | 2018/19 | Ligue 1 | 14     | 2    | 0             | 0             | 0            | 0            | 5               | 0               | 1       | 0       | 20     | 2      |
| Paris Saint-Germain | Celkem  | Celkem  | 150    | 13   | 22            | 3             | 16           | 3            | 36              | 4               | 3       | 1       | 227    | 24     |
| Toulouse (host.)    | 2012/13 | Ligue 1 | 13     | 1    | 0             | 0             | 0            | 0            | —               | —               | —       | —       | 13     | 1      |
| Juventus            | 2019/20 | Serie A | 28     | 1    | 4             | 0             | —            | —            | 5               | 0               | 0       | 0       | 37     | 1      |
| Juventus            | 2020/21 | Serie A | 34     | 4    | 5             | 0             | —            | —            | 7               | 1               | 1       | 0       | 47     | 5      |
| Juventus            | 2021/22 | Serie A | 24     | 0    | 3             | 0             | —            | —            | 6               | 0               | 1       | 0       | 34     | 0      |
| Juventus            | Celkem  | Celkem  | 86     | 5    | 12            | 0             | —            | —            | 18              | 1               | 2       | 0       | 118    | 6      |
| Celkem              | Celkem  | Celkem  | 249    | 19   | 34            | 3             | 16           | 3            | 54              | 5               | 5       | 1       | 358    | 31     |

### Reprezentační
K 16. listopadu 2021
| Francie | Francie | Francie |
| Rok     | Zápasy  | Góly    |
| ------- | ------- | ------- |
| 2016    | 1       | 0       |
| 2017    | 4       | 0       |
| 2018    | 1       | 0       |
| 2020    | 5       | 0       |
| 2021    | 13      | 1       |
| Celkem  | 24      | 1       |

### Reprezentační góly
Skóre a výsledky Francie jsou vždy zapisovány jako první.
| Gól | Datum              | Místo                            | Soupeř     | Skóre | Výsledek | Soutěž                                |
| --- | ------------------ | -------------------------------- | ---------- | ----- | -------- | ------------------------------------- |
| 1.  | 13. listopadu 2021 | Parc des Princes, Paříž, Francie | Kazachstán | 6:0   | 8:0      | Kvalifikace na Mistrovství světa 2022 |

## Ocenění

### Klubová

#### Paris Saint-Germain
- Ligue 1: 2013/14, 2014/15, 2015/16, 2017/18, 2018/19[7]
- Coupe de France: 2014/15, 2015/16, 2016/17, 2017/18[8]
- Coupe de la Ligue: 2013/14, 2014/15, 2015/16, 2016/17, 2017/18
- Trophée des champions: 2015, 2016, 2017, 2018

#### Juventus
- Serie A: 2019/20[9]
- Coppa Italia: 2020/21;[10]
- Supercoppa italiana: 2020

### Reprezentační

#### Francie
- Liga národů UEFA: 2020/21[11]